# 何超 (足球运动员)
何超（1995年4月19日—），是一名中国足球运动员，现效力中国足球超级联赛球队广州恒大淘宝。

## 俱乐部生涯
2014年，何超被提升进入中国足球超级联赛球队长春亚泰一线队。 同年4月12日，他在长春亚泰0比1不敌上海东亚的比赛首发出场，上演中超联赛首秀。 2014赛季，他共获得5次正式比赛机会，其中联赛出场4次，足协杯出场1次。之后他逐渐成为球队主力，并入选各级国家队。
2019年，何超转会加盟广州恒大淘宝，并在赛季中被租借到另一支中超球队江苏苏宁半年。2020赛季，他返回恒大，在大连赛区第12轮1比2不敌江苏苏宁的比赛中攻入一球。这是他为恒大打进的第一个球，也是俱乐部正式比赛的首个进球。